# Mboglom
Mboglom est un village de la région du Centre du Cameroun, situé dans la commune de Makak. 

## Population et développement
En 1962, la population de Mboglom était de 160 habitants. La population de Mboglom était de 224 habitants dont 130 hommes et 94 femmes, lors du recensement de 2005.     